# 't Grendeltje
 't Grendeltje is een monumentaal hoekpand in de Nederlandse stad Gouda.

## Beschrijving
Het pand met de gevelsteen 't Grendeltje is gelegen op de hoek van de Lange Tiendeweg en de Zeugstraat in Gouda. De noordoostelijke zijgevel ligt langs het water van de Zeugstraat. Deze gevel dateert nog uit de tijd van de bouw in de 17e eeuw. Het achterste gedeelte van de zijgevel steekt uit boven het water van de Zeugstraat. Kenmerkend voor dit pand zijn het voorhuis met daarachter zowel een "opkamer" als een "neerkamer". De lijstgevel aan de voorzijde van het pand dateert uit de 19e eeuw. Het pand heeft onder meer dienstgedaan voor een schrijnwerker, diverse koekenbakkers en een banketbakker. Halverwege de 20e eeuw werd het pand gekocht door de Goudse apotheker E. Grendel, die het pand in de periode 1959 tot 1965 liet restaureren. De Goudse kunstenaar Cees Broehs vervaardigde in die tijd de gevelsteen met een afbeelding van een grendeltje. Aan de zijde van de Zeugstraat zijn in de gevel van het achterhuis drie reliëfs aangebracht met afbeeldingen van een druiventros, een klimmend hert en een vijzel.

## Zie ook

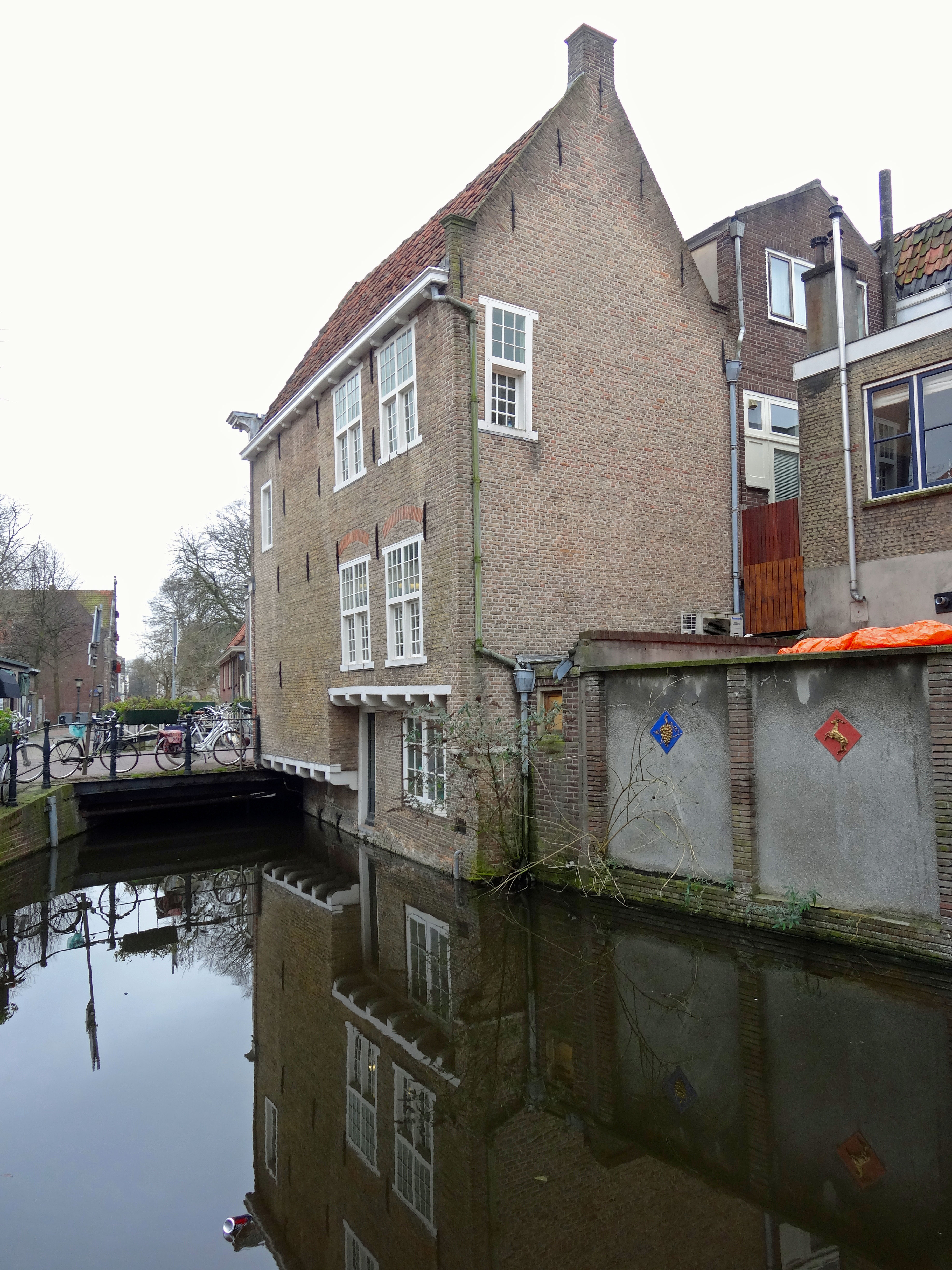
Achterzijde van het pand
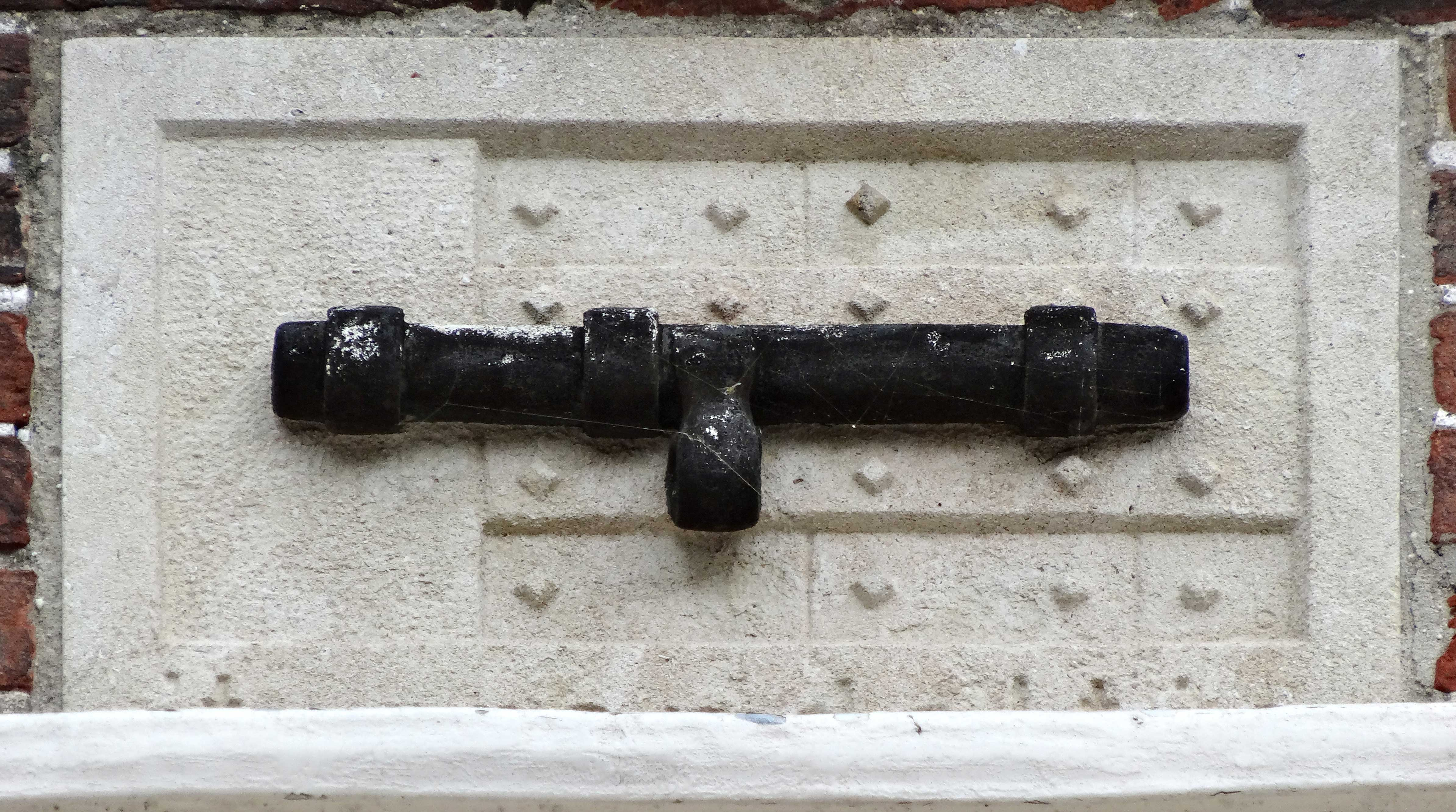
Gevelsteen 't Grendeltje
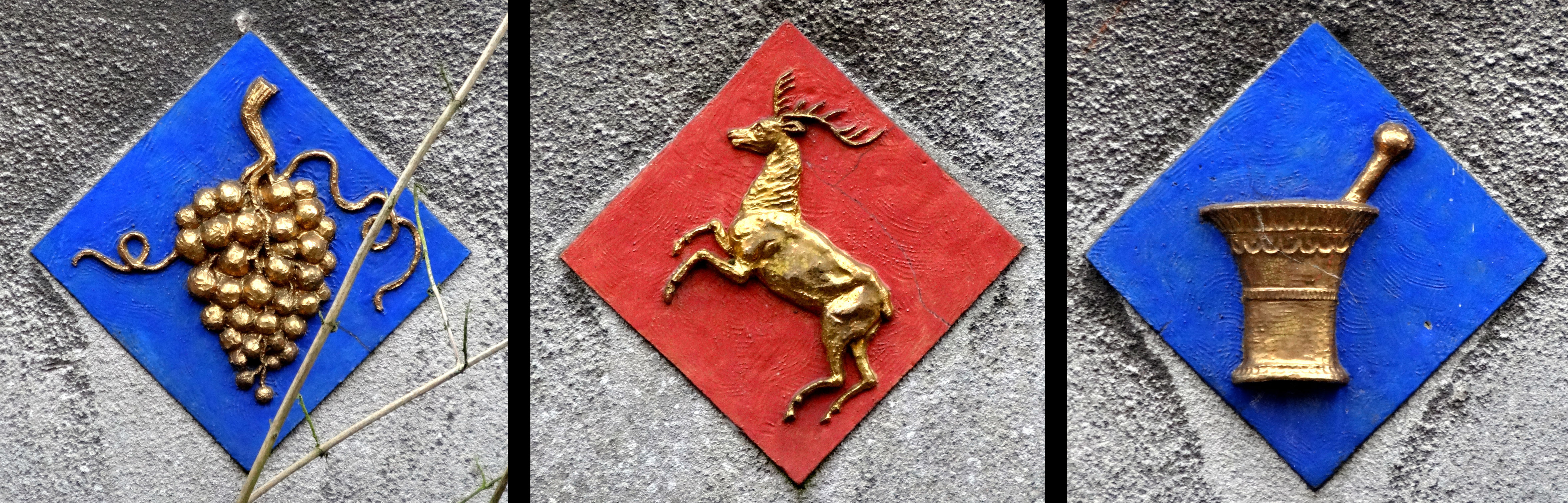
reliëfs aan de achterzijde van het pand langs de Zeugstraat